# احضار (علوم غریبه)

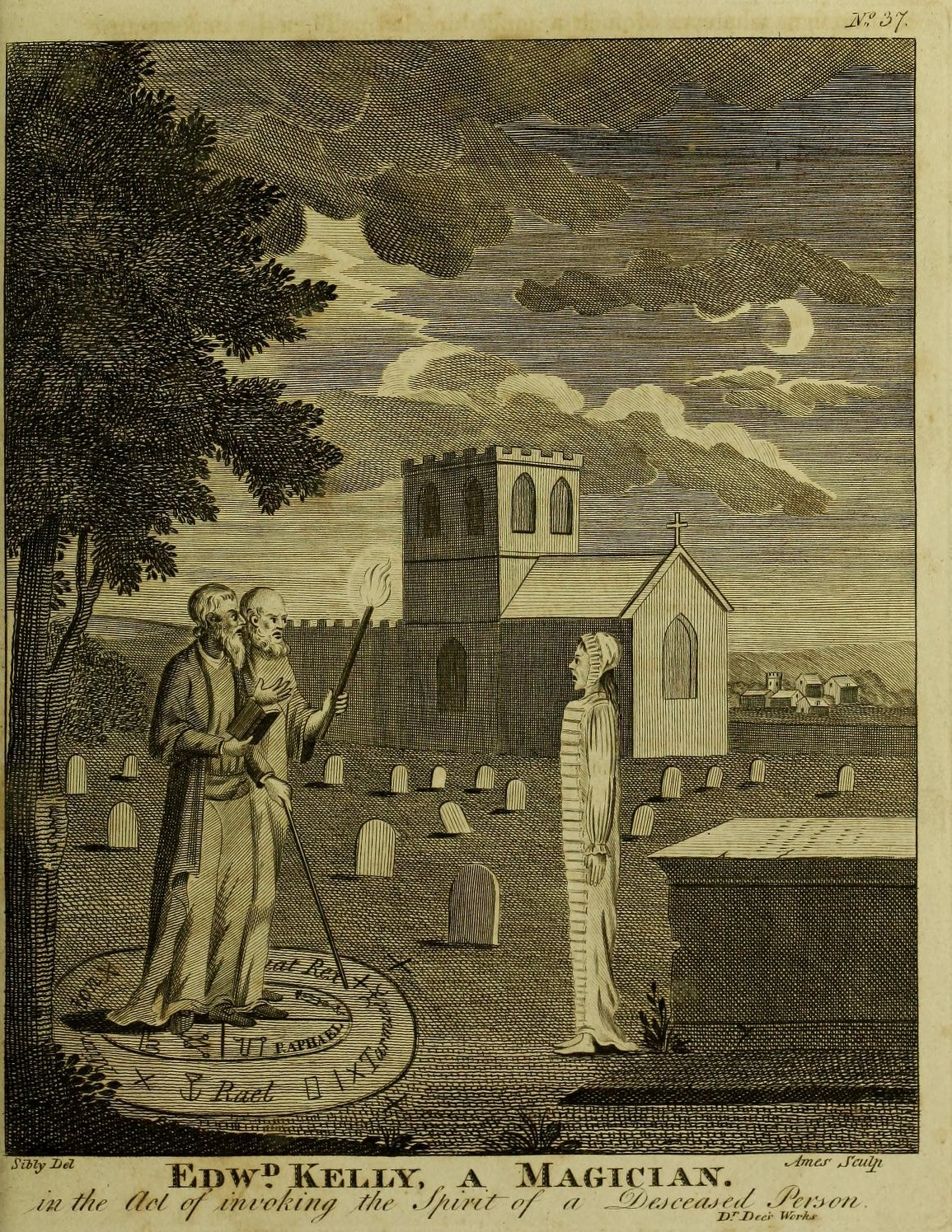
نگاره‌ای از احضار روح مربوط به ۱۸۰۶ میلادی

احضار (Summoning یا Evocation) در علوم غریبه به اعمالی گفته می‌شود که برای احضار ارواح خبیثه، اجنه، شیاطین و دیگر موجودات غیر ارگانیک به کار می‌رود.